# Montauban-de-Picardie
Montauban-de-Picardie is een gemeente in het Franse departement Somme (regio Hauts-de-France) en telt 197 inwoners (1999). De plaats maakt deel uit van het arrondissement Péronne.

## Geografie
De oppervlakte van Montauban-de-Picardie bedraagt 7,8 km², de bevolkingsdichtheid is 25,3 inwoners per km².
De onderstaande kaart toont de ligging van Montauban-de-Picardie met de belangrijkste infrastructuur en aangrenzende gemeenten.

## Demografie
Onderstaande figuur toont het verloop van het inwonertal (bron: INSEE-tellingen).